# Rolf Reber

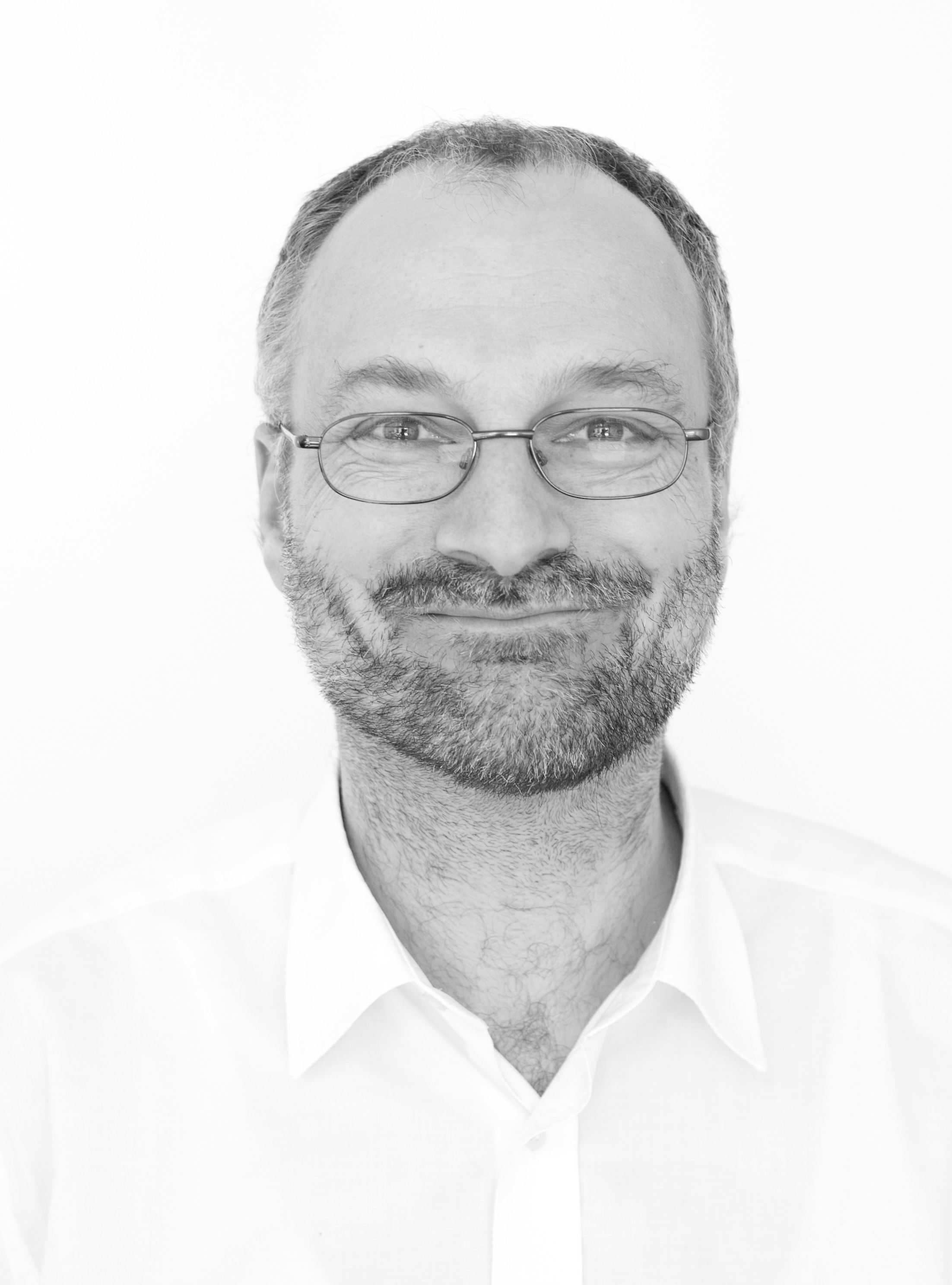
Rolf Reber

Rolf Reber (* 17. Mai 1959 in Basel) ist ein Schweizer Psychologe. Er ist Professor für Allgemeine Psychologie an der Universität Oslo.

## Leben
Reber promovierte 1994 an der Universität Bern in Psychologie. 1999 wurde er habilitiert. Er lehrte ab 2003 als ausserordentlicher und ab 2004 als ordentlicher Professor für Kognitive Psychologie an der Universität Bergen. Seit 2013 ist er Professor für Allgemeine Psychologie an der Universität Oslo.

## Forschung
Reber forschte die Bedingungen und die kognitive Bedeutung der Verarbeitungsflüssigkeit (engl. processing fluency). Zusammen mit Norbert Schwarz (University of Michigan) und Piotr Winkielman (University of California, San Diego) konnte er zeigen, dass die Verarbeitungsflüssigkeit eng mit ästhetischer Bewertung und Schönheit korreliert.
Nach dieser Theorie hängt das Schönheitserleben von der erlebten Leichtigkeit der kognitiven Verarbeitung des Gegenstandes ab, vor allem dann, wenn die Quelle dieser Verarbeitungsflüssigkeit (z. B. Symmetrie) unerkannt bleibt. Diese Theorie löste den scheinbaren Widerspruch auf zwischen der Gleichheit musikalischer Präferenzen bei Kleinkindern und der Verschiedenheit musikalischen Geschmacks bei Erwachsenen in unterschiedlichen Kulturen. So konnte gezeigt werden, dass Kleinkinder im Allgemeinen konsonante Melodien dissonanten Melodien bevorzugen; zudem können konsonante Melodien leichter verarbeitet werden als dissonante Melodien. Wenn Kinder aufwachsen, hören sie die Musik ihrer Kultur, was die Verarbeitungsflüssigkeit für diese Musik erhöht, was zu Unterschieden im Musikgeschmack zwischen verschiedenen Kulturen führt.
Da die Verarbeitungsflüssigkeit sowohl Affekt- wie auch Wahrheitsurteile beeinflusst, dürften Urteilen der Schönheit und der Wahrheit das Erleben flüssiger Verarbeitung zugrunde liegen. Dies würde auch erklären, warum Mathematiker manchmal Schönheit einer Problemlösung als Hinweis auf deren Wahrheit verwenden: Da die Problemlösung flüssig verarbeitet werden kann, wird sie sowohl als schön wie auch als wahr empfunden. Tatsächlich verwenden Personen die Einfachheit und Schönheit einer grafisch dargestellten Aufgabe als Hinweis darauf, dass die Lösung der Aufgabe korrekt ist.
Die Verarbeitungsflüssigkeit und deren Wirkungen kann auch die Phänomenologie des Aha-Erlebnisses erklären helfen.
Eine Erweiterung der Verarbeitungsflüssigkeitstheorie berücksichtigt die Tatsache, dass viele Kunstwerke schwierig zu verarbeiten sind, diese vom Publikum aber trotzdem gedeutet werden können und dessen Gefallen finden.
Weiter befasst sich Rolf Reber mit computergestütztem Lernen. Aus der unter anderen von ihm entwickelten Datenbank POSbase, die Präsentationen psychologischer Studien enthält, gingen neue Methoden zur Verbesserung der Motivation beim Erlernen formaler Inhalte in Mathematik und Naturwissenschaften hervor.

## Sachbuchautor
Reber ist Autor zweier Sachbücher zu psychologischen Themen: Die «Kleine Psychologie des Alltäglichen» illustriert die Alltagsrelevanz von 77 psychologischen Experimenten und wurde ins Chinesische und ins Koreanische sowie ins Norwegische übersetzt. Sein zweites Buch, «Gut so! Kleine Psychologie der Tugend», zeigt auf, wie die Psychologie helfen kann, das als das Gute Erkannte richtig zu tun.

## Publikationen
- Konzeptuelle und sensumotorische Wirkungen von Emotionen auf das Gedächtnis. Dissertation, Universität Bern, 1994.
- Klar erkannt – schon entschieden: Der Einfluss der perzeptuellen Geläufigkeit auf evaluative Urteile. Huber, Bern 2001.
- Kleine Psychologie des Alltäglichen: 77 Lektionen, das Leben besser zu verstehen. Beck, München 2007.
- Gut so! Kleine Psychologie der Tugend. Beck, München 2008.
- Critical Feeling: How to Use Feelings Strategically – Cambridge University Press, 2016